# Матіас Ґаллас
Матіас Ґаллас (нім. Matthias Gallas, італ. Matteo Gallasso; 17 жовтня 1588 — 25 квітня 1647) — військовий діяч Священної Римської імперії, граф Кампо, герцог Луцера, засновник лінії Клам-Ґаллас.

## Життєпис

### Молоді роки
Походив з тирольського шляхетського роду Ґаллассо, васалів князів-єпископів Тридента. Син Панкраціо ді Ґаллассо, імперського генерал-вахмейстера в Тиролі, та Анунціати Марканті ді Гандіни. Народився 1588 року у родинному палаці в Тренто (Триденті). Розпочав військову кар'єрі під орудою батька. Потім долучився до іспанського війська, що діяло у Фландрії проти місцевих повстанців-гезів. У 1616—1617 роках брав участь у війні проти Савойського герцогства. 1618 року призначено капітаном і комендантом фортеці Рива-дель-Гарда.

### Кар'єра
З початком Тридцятирічної війни опинився в лавах армії Католицької ліги. 1623 року відзначився у битві при Штадтлоні. 1628 року зайняв місто Кремпе в Гольштейні під час походу проти Данії. 1629 року перейшов до імперської армії, що діяла під орудою Альбрехта Валленштайна. Того ж року на посаді генерал-фельдвахмейстера відправлено на допомогу фельдмаршалу Рамбольдо ді Коллальто для участі в Війні за мантуанську спадщину. В цей час Ґаллас оженився на представниці знатного роду Арко.
1630 року відзначився під час захоплення Мантуї, де збагатився. Отримав чин фельцехмейстера, а його сеньйорія Кампо зведено у графство. 1631 року післі укладання миру з французами повернувся до Німеччини. Там в цей час шведи успішно пройшли Померанією та Бранденбургом, здобувши перемогу над імперською армією біля Брейтенфельда. Ґаллас зумів лише зібрати рештки військ біля Егеру. 
1632 року Валленштейн, що повернувся до керування військом, призначив Матіаса Ґалласа своїм своїм генерал-фельдмаршала. Протягом року разом з військом перебував в Богемії, вичікуючи послаблення шведського війська. Згодом брав участь в битві біля Альте Весте, де шведи зазнали поразки. Слідом за цим на чолі 12 тис. вояків забезпечив охорону Ельби в Саксонії. Але в битві під Лютценом Матіас Ґаллас не брав участі. В цей час помирає дружина Галласа. 1633 року спільно з Валленштейном захопив Штейнау на Одері, а потім частину сілезьких фортець. Отримав чин генерал-лейтенанта імперського війська, тобто заступника Валленштейна.

### На чолі армії
У 1634 року, коли стосунки між імператорським двором і Альбрехтом Валлентштейном погіршилися Ґаллас вирішив підтримати імператора. В подальшому брав участь у змові та організації вбивства Валленштейна в Егері. На дяку отримав маєтки Фрідланд і Райхенберг вартістю 500 тис. гульденів. Також призначено заступником Фердинанда Угорського, який очолив імперську армію. Невдовзі відзначився під час захоплення Регенсбургу. Слідом брав участь у битві при Нердлінгені.
1635 року після оголошення війни Францією отримав наказав від імператора перетнули Рейн, зайнявши Ельзас. Втім Ґаллас не поспішав виконувати наказ, оскільки знав, що ця місцевість була сильно сплюндрована. Втім зрештою рушив уздовж Рейну, після декілько атак захопив Цвайбрюкен, змусивши французьку армію відступати до Лотарингії. Втім у битві біля Валлерфангену імперський очільник не зміг досягти успіху. В результаті стало питання пошуку зимових квартир. Втім зрештою зайняв Лотарингію й став готуватися до наступної військової кампанії. Але взимку 1635/1636 року через холод, епідемії та нестачу їжі значна частина війська Матіаса Ґалласа загинула. Боротьба з французами велася у вигляді обопільних нападів невеличків загонів. Тому Ґаллас вирішив створити нову базу в Бургундії, атакувавши спочатку фортецю Сен-Жан-де-Лон, яку обороняв Йосія Рантцау. Тривала облога завершилася невдачею, наслідком якої став відступ імперського війська. Невдовзі повернувся за Рейн, оскільки в цей час шведи здобули новий успіх в Німеччині.
1637 року Матіас Ґаллас вдерся до Саксонії, став відтісняти шведів звітки. Вдалося зайняти Магдебург і Віттенберг. Зрештою йому вдалося перекрити переправу на Одері шведському війську на чолі із Юханом Банером. Але той все ж зумів обминути перепони, діставшись до Штеттіна. Ґаллас невпивно переслідував ворога до Померанії. Йому вдлося захопити місто Лойц, Деммін, Вольгаст і Трибсіс. Втім взимку армія стала страждати через нестачу харчів, тому 1638 року Матіас Ґаллас вимушен був повернутися до Богемії. В битві біля Хемніца зазнав поразки. 1639 року передав військо ерцгерцогу Леопольду Вільгельму Габсбургу.
1643 року повернувся до командування, але того ж року зазнав поразки в битві біля Ютерборгу від шведської армії на чолі із Леннартом Торстенсоном. З рештками війська відступив до Ашерслебена, але зміг прорватися до Богемії. Тут передав командування Мельхіору фон Гацфельдту. У 1646 року знову очолив армію, але тяжко захворів і через стан здоров'я 1647 року подав у відставку. Невдовзі він помер.

## Характер
Був досвідченим військовиком, що користувався великою повагою офіцерського корпусу. Під час битв діяв сміливо, проте зрештою став прихильником оборонної тактики, відкинувши здійснення масштабних і тривалих походів.
Відрізнявся любовю до пиятики. Багато німецьких правителів та генералів були вражені здатністю Галласа багато випити й при цьому зберігати тверезість думки, а на ранок діяти адекватно.

## Родина
Перша дружина — Ізабелла, донька графа Сіджмондо делла Арко, дітей не було.
Друга дружина — Доротея Анна, донька графа Філіппа Якоба фон Лондрона. Діти:
- Франц Фердинанд (1635—1697), 2-й герцог Луцера, імператорський генерал-майор
- Антонін Панкрац (1638—1699), імперський полковник
- Ігнацій Фелікс (1643—д/н)
- Марія Вікторія (1640—1687), дружина граф Йоганна Вільгельма Коловрат-Краковського
- Терезія Анунціата